# Исламбекова, Дина Нурлановна
Дина Нурлановна Исламбекова (род. 10 августа 2000, Шымкент) — казахстанская боксёрша. Призёр чемпионата мира 2019 года. 

## Карьера
Дина Исламбекова спортсменка из Казахстанского Шымкента, на взрослых турнирах дебютировала в 2019 году.  
Предолимпийский чемпионат мира 2019 года, который состоялся в Улан-Удэ в октябре, казахстанская спортсменка завершила полуфинальным поединком, уступив китайской спортсменке Ян Сяоли по единогласному решению судей. В результате на одиннадцатом чемпионате мира по боксу среди женщин, первом для себя в карьере, она завоевала бронзовую медаль.